# Phare de Calumet

Le phare de Calumet (en anglais : Calumet Light), est un phare du lac Winnebago situé dans le Columbia Park de Calumet, dans le Comté de Fond du Lac, Wisconsin.

## Historique
Ce phare, mis en service en 1937, est situé sur la rive est du lac Winnebago, à l'intérieur du Columbia Park, un parc du comté de Fond du Lac. La structure est une tour squelettique en acier avec deux lumières stroboscopiques blanches clignotantes situées sur le dessus. Restauré en 1992 par le Columbia Park Tower Fund, il marque l'entrée de la Calumet Harbor Marina à environ 15 km au nord-est de Fond du Lac.

## Description
Le phare  est une tour pyramidale en acier à claire-voie de 21 m de haut, avec une galerie. Le phare est peint en brun avec des garnitures blanches. Il émet, à une hauteur focale de 23 m, un éclat blanc par période de 6 secondes. Sa portée n'est pas connue.

### Lien connexe
- Liste des phares du Wisconsin